# Collegio di Banbury
Banbury è un collegio elettorale inglese situato nell'Oxfordshire rappresentato alla camera dei Comuni del parlamento del Regno Unito. Elegge un membro del parlamento con il sistema maggioritario a turno unico; l'attuale parlamentare è Sean Woodcock del Partito Laburista, che rappresenta il collegio dal 2024.

## Estensione

Banbury dal 2010 al 2024

- 1885–1918: il Municipal Borough di Banbury e le divisioni sessionali di Banbury and Bloxham, Chadlington e Wootton North.
- 1918–1950: i Municipal Borough di Banbury, Chipping Norton e Woodstock, il distretto urbano di Witney e i distretti rurali di Banbury, Chipping Norton, Witney e Woodstock.
- 1950–1974: i Municipal Borough di Banbury, Chipping Norton e Woodstock, il distretto urbano di Witney e i distretti rurali di Banbury, Chipping Norton e Witney, e le parrocchie civili del distretto rurale di Ploughley di Begbroke, Gosford and Water Eaton, Hampton Gay and Poyle, Kidlington, Shipton on Cherwell, Thrupp e Yarnton.
- 1974–1983: i Municipal Borough di Banbury, Chipping Norton e Woodstock, il distretto urbano di Bicester, i distretti rurali di Banbury e Chipping Norton, e le parrocchie civili del distretto rurale di Ploughley di Ardley, Bucknell, Caversfield, Chesterton, Cottisford, Finmere, Fringford, Fritwell, Godington, Hardwick with Tusmore, Hethe, Kirtlington, Launton, Lower Heyford, Middleton Stoney, Mixbury, Newton Purcell with Shelswell, Somerton, Souldern, Stoke Lyne, Stratton Audley e Upper Heyford.
- 1983–1997: i ward del distretto di Cherwell di Adderbury, Ambrosden, Ardley, Bicester East, Bicester South, Bicester West, Bloxham, Bodicote, Calthorpe, Chesterton, Cropredy, Deddington, Easington, Fringford, Grimsbury, Hardwick, Heyford, Hook Norton, Hornton, Kirtlington, Launton, Neithrop, Otmoor, Ruscote, Sibford, Steeple Aston e Wroxton, e i ward del distretto di West Oxfordshire di Bartons and Tackley e Wootton.
- 1997–2010: i ward del distretto di Cherwell di Adderbury, Ambrosden, Ardley, Bicester East, Bicester South, Bicester West, Bloxham, Bodicote, Calthorpe, Chesterton, Cropredy, Deddington, Easington, Fringford, Grimsbury, Hardwick, Heyford, Hook Norton, Hornton, Kirtlington, Launton, Neithrop, Otmoor, Ruscote, Sibford, Steeple Aston e Wroxton.
- 2010-2024: i ward del distretto di Cherwell di Adderbury, Ambrosden and Chesterton, Banbury Calthorpe, Banbury Easington, Banbury Grimsbury and Castle, Banbury Hardwick, Banbury Neithrop, Banbury Ruscote, Bicester East, Bicester North, Bicester South, Bicester Town, Bicester West, Bloxham and Bodicote, Caversfield, Cropredy, Deddington, Fringford, Hook Norton, Launton, Sibford, The Astons and Heyfords e Wroxton.
- dal 2024: i ward del distretto di Cherwell di Adderbury, Bloxham and Bodicote, Banbury, Calthorpe and Easington, Banbury Cross and Neithrop, Banbury Grimsbury and Hightown, Banbury Hardwick, Banbury Ruscote, Cropredy, Sibfords and Wroxton e Deddington, e i ward del distretto di West Oxfordshire di Chadlington and Churchill, Charlbury and Finstock, Chipping Norton, Kingham, Rollright and Enstone e The Bartons.

Il collegio copre la parte nord-orientale dell'Oxfordshire, intorno a Banbury, e corrisponde all'incirca al distretto di Cherwell, con l'eccezione del grande villaggio di Kidlington al limite di Oxford, che si trova nel collegio di Oxford West and Abingdon, oltre ad alcuni villaggi minori a nord-est di Oxford che si trovano nel collegio di Henley.

## Membri del parlamento

### 1554–1640
Il collegio venne creato nel 1554; anche prima del Reform Act 1832 Banbury elesse un solo membro del Parlamento
| Parlamento del 1554 (Apr)     | Thomas Denton                                                             |
| Parlamento del 1554 (Nov)     | Edward Stafford, III barone Stafford                                      |
| Parlamento del 1555           | Non conosciuto                                                            |
| Parlamento del 1558           | John Denton                                                               |
| Parlamento del 1559           | Thomas Lee                                                                |
| Parlamento del 1563           | Francis Walsingham (deputato per Lyme Regis, sostituito da Owen Brereton) |
| Parlamento del 1571           | Anthony Cope                                                              |
| Parlamento del 1572           | Anthony Cope                                                              |
| Parlamento del 1584           | Richard Fiennes                                                           |
| Parlamento del 1586           | Anthony Cope                                                              |
| Parlamento del 1588           | Anthony Cope                                                              |
| Parlamento del 1593           | Anthony Cope                                                              |
| Parlamento del 1597           | Anthony Cope                                                              |
| Parlamento del 1601           | Anthony Cope                                                              |
| Parlamento del 1604–1611      | (Sir) William Cope                                                        |
| Parliamento Confuso (1614)    | (Sir) William Cope                                                        |
| Parlamento del 1621–1622      | (Sir) William Cope                                                        |
| Parlamento Felice (1624–1625) | Sir Erasmus Dryden                                                        |
| Parliamento Inutile (1625)    | Sir William Cope (elezione dichiarata nulla, sostituito da James Fiennes) |
| Parlamento del 1626           | Calcot Chambre                                                            |
| Parlamento del 1628–1629      | John Crew                                                                 |
| Nessun Parlamento 1629–1640   |                                                                           |

### 1640–1885
| Anno         | Anno | Deputato                                                                                                   | Partito                                                    |
| ------------ | --- | --- | ---------------------------------------------------------- |
|              | Aprile 1640                                                                                                | Nathaniel Fiennes                                                                                          | Parlamentari                                               |
| 1648         | Fiennes escluso nella Purga di Pride – seggio vacante                                                      | Fiennes escluso nella Purga di Pride – seggio vacante                                                      |                                                            |
| 1653         | Banbury non fu rappresentata nel Parlamento di Barebones e nel Primo e Secondo Parlamento del Protettorato | Banbury non fu rappresentata nel Parlamento di Barebones e nel Primo e Secondo Parlamento del Protettorato |                                                            |
| Gennaio 1659 | Nathaniel Fiennes junior                                                                                   | |                                                            |
| Maggio 1659  | Banbury non fu rappresentata nel Rump Parliament                                                           | Banbury non fu rappresentata nel Rump Parliament                                                           |                                                            |
| Aprile 1660  | Sir Anthony Cope                                                                                           | |                                                            |
| 1661         | (Sir) John Holman                                                                                          | |                                                            |
| 1685         | Sir Dudley North                                                                                           | |                                                            |
| 1689         | Sir Robert Dashwood                                                                                        | |                                                            |
| 1698         | James Isaacson                                                                                             | |                                                            |
| 1699         | Sir John Cope                                                                                              | |                                                            |
| 1700         | Patrick Friel                                                                                              | |                                                            |
| 1701         | Charles North                                                                                              | |                                                            |
| 1713         | Sir Jonathan Cope                                                                                          | |                                                            |
| 1722         | Monoux Cope                                                                                                | |                                                            |
| 1727         | Francis North                                                                                              | |                                                            |
| 1730         | Toby Chauncy                                                                                               | |                                                            |
| 1733         | William Knollys                                                                                            | |                                                            |
| 1740         | William Moore                                                                                              | |                                                            |
| 1746         | John Willes                                                                                                | |                                                            |
|              | 1754 | Frederick North, Lord North                                                                                | Tory                                                       |
|              | 1790 | George Augustus North, Lord North                                                                          |                                                            |
| 1792         | Frederick North                                                                                            | |                                                            |
| 1794         | William Holbech                                                                                            | |                                                            |
| 1796         | Dudley Long North                                                                                          | |                                                            |
| 1806         | William Praed                                                                                              | |                                                            |
| 1808         | Dudley Long North                                                                                          | |                                                            |
| 1812         | Frederick Sylvester North Douglas                                                                          | |                                                            |
| 1819         | Heneage Legge                                                                                              | |                                                            |
| 1826         | Arthur Legge                                                                                               | |                                                            |
| 1830         | Henry Villiers-Stuart                                                                                      | |                                                            |
|              | 1831 | John Easthope                                                                                              | Whigs                                                      |
| 1832         | Henry William Tancred                                                                                      | | Whigs                                                      |
|              | Febbraio 1859                                                                                              | Bernhard Samuelson                                                                                         | Liberale                                                   |
| Aprile 1859  | Sir Charles Eurwicke Douglas                                                                               | | Liberale                                                   |
| 1865         | Sir Bernhard Samuelson                                                                                     | | Liberale                                                   |
| 1885         | 1885 | Borough abolito – nome trasferito alla divisione di contea                                                 | Borough abolito – nome trasferito alla divisione di contea |

### Dal 1885
| Elezione | Elezione               | Membro                 | Partito      |
| -------- | ---------------------- | ---------------------- | ------------ |
|          | 1885                   | Sir Bernhard Samuelson | Liberale     |
|          | 1895                   | Albert Brassey         | Conservatore |
|          | 1906                   | Eustace Fiennes        | Liberale     |
|          | Gen 1910               | Robert Brassey         | Conservatore |
|          | Dic 1910               | Eustace Fiennes        | Liberale     |
| 1918 (S) | Sir Rhys Rhys-Williams |                        | Liberale     |
|          | 1922                   | James Edmondson        | Conservatore |
| 1945     | Douglas Dodds-Parker   |                        | Conservatore |
| 1959     | Neil Marten            |                        | Conservatore |
| 1983     | Tony Baldry            |                        | Conservatore |
| 2015     | Victoria Prentis       |                        | Conservatore |
|          | 2024                   | Sean Woodcock          | Laburista    |

## Elezioni

### Elezioni negli anni 2020
| Partito                    | Partito                                           | Candidato                  | Risultati 4 luglio 2024 | Risultati 4 luglio 2024 |
| Partito                    | Partito                                           | Candidato                  | Voti                    | %                       |
| -------------------------- | ------------------------------------------------- | -------------------------- | ----------------------- | ----------------------- |
|                            | Laburista                                         | Sean Woodcock              | 18 468                  | 38,33                   |
|                            | Conservatore                                      | Victoria Prentis           | 15 212                  | 31,57                   |
|                            | Reform UK                                         | Paul Topley                | 6 284                   | 13,04                   |
|                            | Lib Dem                                           | Liz Adams                  | 4 352                   | 9,03                    |
|                            | Verdi                                             | Arron Baker                | 2 615                   | 5,43                    |
|                            | Indipendente                                      | Cassi Bellingham           | 850                     | 1,76                    |
|                            | Climate                                           | Chris Nevile               | 242                     | 0,50                    |
|                            | Social Democratico                                | Declan Soper               | 155                     | 0,32                    |
|                            |                                                   |                            |                         |                         |
| Iscritti                   | Iscritti                                          | Iscritti                   | 73 193                  | 100,00                  |
| ↳ Votanti (% su iscritti)  | ↳ Votanti (% su iscritti)                         | ↳ Votanti (% su iscritti)  | 48 178                  | 65,82                   |
| ↳ Astenuti (% su iscritti) | ↳ Astenuti (% su iscritti)                        | ↳ Astenuti (% su iscritti) | 25 015                  | 34,18                   |
|                            |                                                   |                            |                         |                         |
|                            | Esito: collegio passa da Conservatore a Laburista |                            |                         |                         |

### Elezioni negli anni 2010
| Partito                    | Partito                                   | Candidato                  | Risultati 12 dicembre 2019 | Risultati 12 dicembre 2019 |
| Partito                    | Partito                                   | Candidato                  | Voti                       | %                          |
| -------------------------- | ----------------------------------------- | -------------------------- | -------------------------- | -------------------------- |
|                            | Conservatore                              | Victoria Prentis           | 34 148                     | 54,27                      |
|                            | Laburista                                 | Suzette Watson             | 17 335                     | 27,55                      |
|                            | Lib Dem                                   | Tim Bearder                | 8 831                      | 14,04                      |
|                            | Verdi                                     | Ian Middleton              | 2 607                      | 4,14                       |
|                            |                                           |                            |                            |                            |
| Iscritti                   | Iscritti                                  | Iscritti                   | 90 116                     | 100,00                     |
| ↳ Votanti (% su iscritti)  | ↳ Votanti (% su iscritti)                 | ↳ Votanti (% su iscritti)  | 62 921                     | 69,82                      |
| ↳ Astenuti (% su iscritti) | ↳ Astenuti (% su iscritti)                | ↳ Astenuti (% su iscritti) | 27 195                     | 30,18                      |
|                            |                                           |                            |                            |                            |
|                            | Esito: collegio confermato a Conservatore |                            |                            |                            |

| Partito                    | Partito                                   | Candidato                  | Risultati 8 giugno 2017 | Risultati 8 giugno 2017 |
| Partito                    | Partito                                   | Candidato                  | Voti                    | %                       |
| -------------------------- | ----------------------------------------- | -------------------------- | ----------------------- | ----------------------- |
|                            | Conservatore                              | Victoria Prentis           | 33 388                  | 54,23                   |
|                            | Laburista                                 | Sean Woodcock              | 20 989                  | 34,09                   |
|                            | Lib Dem                                   | John Howson                | 3 452                   | 5,61                    |
|                            | UKIP                                      | Dickie Bird                | 1 581                   | 2,57                    |
|                            | Verdi                                     | Ian Middleton              | 1 225                   | 1,99                    |
|                            | Indipendente                              | Roseanne Edwards           | 927                     | 1,51                    |
|                            |                                           |                            |                         |                         |
| Iscritti                   | Iscritti                                  | Iscritti                   | 83 880                  | 100,00                  |
| ↳ Votanti (% su iscritti)  | ↳ Votanti (% su iscritti)                 | ↳ Votanti (% su iscritti)  | 61 652                  | 73,50                   |
| ↳ Astenuti (% su iscritti) | ↳ Astenuti (% su iscritti)                | ↳ Astenuti (% su iscritti) | 22 228                  | 26,50                   |
|                            |                                           |                            |                         |                         |
|                            | Esito: collegio confermato a Conservatore |                            |                         |                         |

| Partito                    | Partito                                   | Candidato                  | Risultati 7 maggio 2015 | Risultati 7 maggio 2015 |
| Partito                    | Partito                                   | Candidato                  | Voti                    | %                       |
| -------------------------- | ----------------------------------------- | -------------------------- | ----------------------- | ----------------------- |
|                            | Conservatore                              | Victoria Prentis           | 30 749                  | 53,01                   |
|                            | Laburista                                 | Sean Woodcock              | 12 354                  | 21,30                   |
|                            | UKIP                                      | Dickie Bird                | 8 050                   | 13,88                   |
|                            | Lib Dem                                   | John Howson                | 3 440                   | 5,93                    |
|                            | Verdi                                     | Ian Middleton              | 2 686                   | 4,63                    |
|                            | National Health Action                    | Roseanne Edwards           | 729                     | 1,26                    |
|                            |                                           |                            |                         |                         |
| Iscritti                   | Iscritti                                  | Iscritti                   | 88 426                  | 100,00                  |
| ↳ Votanti (% su iscritti)  | ↳ Votanti (% su iscritti)                 | ↳ Votanti (% su iscritti)  | 58 008                  | 65,60                   |
| ↳ Astenuti (% su iscritti) | ↳ Astenuti (% su iscritti)                | ↳ Astenuti (% su iscritti) | 30 418                  | 34,40                   |
|                            |                                           |                            |                         |                         |
|                            | Esito: collegio confermato a Conservatore |                            |                         |                         |

| Partito                    | Partito                                   | Candidato                  | Risultati 6 maggio 2010 | Risultati 6 maggio 2010 |
| Partito                    | Partito                                   | Candidato                  | Voti                    | %                       |
| -------------------------- | ----------------------------------------- | -------------------------- | ----------------------- | ----------------------- |
|                            | Conservatore                              | Tony Baldry                | 29 703                  | 52,81                   |
|                            | Lib Dem                                   | David Rundle               | 11 476                  | 20,41                   |
|                            | Laburista                                 | Leslie Sibley              | 10 773                  | 19,16                   |
|                            | UKIP                                      | David Fairweather          | 2 806                   | 4,99                    |
|                            | Verdi                                     | Alastair White             | 959                     | 1,71                    |
|                            | Indipendente                              | Roseanne Edwards           | 524                     | 0,93                    |
|                            |                                           |                            |                         |                         |
| Iscritti                   | Iscritti                                  | Iscritti                   | 86 925                  | 100,00                  |
| ↳ Votanti (% su iscritti)  | ↳ Votanti (% su iscritti)                 | ↳ Votanti (% su iscritti)  | 56 241                  | 64,70                   |
| ↳ Astenuti (% su iscritti) | ↳ Astenuti (% su iscritti)                | ↳ Astenuti (% su iscritti) | 30 684                  | 35,30                   |
|                            |                                           |                            |                         |                         |
|                            | Esito: collegio confermato a Conservatore |                            |                         |                         |

### Elezioni negli anni 2000
| Partito                    | Partito                                   | Candidato                  | Risultati 5 maggio 2005 | Risultati 5 maggio 2005 |
| Partito                    | Partito                                   | Candidato                  | Voti                    | %                       |
| -------------------------- | ----------------------------------------- | -------------------------- | ----------------------- | ----------------------- |
|                            | Conservatore                              | Tony Baldry                | 26 382                  | 46,94                   |
|                            | Laburista                                 | Leslie Sibley              | 15 585                  | 27,73                   |
|                            | Lib Dem                                   | Zoe Patrick                | 10 076                  | 17,93                   |
|                            | —                                         | Alyson Duckmanton          | 1 590                   | 2,83                    |
|                            | UKIP                                      | Diana Heimann              | 1 241                   | 2,21                    |
|                            | Fronte Nazionale                          | James Starkey              | 918                     | 1,63                    |
|                            | Your Party                                | Chris Rowe                 | 417                     | 0,74                    |
|                            |                                           |                            |                         |                         |
| Iscritti                   | Iscritti                                  | Iscritti                   | 87 145                  | 100,00                  |
| ↳ Votanti (% su iscritti)  | ↳ Votanti (% su iscritti)                 | ↳ Votanti (% su iscritti)  | 56 209                  | 64,50                   |
| ↳ Astenuti (% su iscritti) | ↳ Astenuti (% su iscritti)                | ↳ Astenuti (% su iscritti) | 30 936                  | 35,50                   |
|                            |                                           |                            |                         |                         |
|                            | Esito: collegio confermato a Conservatore |                            |                         |                         |

| Partito                    | Partito                                   | Candidato                  | Risultati 7 giugno 2001 | Risultati 7 giugno 2001 |
| Partito                    | Partito                                   | Candidato                  | Voti                    | %                       |
| -------------------------- | ----------------------------------------- | -------------------------- | ----------------------- | ----------------------- |
|                            | Conservatore                              | Tony Baldry                | 23 271                  | 45,17                   |
|                            | Laburista                                 | Leslie Sibley              | 18 052                  | 35,04                   |
|                            | Lib Dem                                   | Anthony Worgan             | 8 216                   | 15,95                   |
|                            | Verdi                                     | Bevis Cotton               | 1 281                   | 2,49                    |
|                            | UKIP                                      | Stephen Harris             | 695                     | 1,35                    |
|                            |                                           |                            |                         |                         |
| Iscritti                   | Iscritti                                  | Iscritti                   | 84 312                  | 100,00                  |
| ↳ Votanti (% su iscritti)  | ↳ Votanti (% su iscritti)                 | ↳ Votanti (% su iscritti)  | 51 515                  | 61,10                   |
| ↳ Astenuti (% su iscritti) | ↳ Astenuti (% su iscritti)                | ↳ Astenuti (% su iscritti) | 32 797                  | 38,90                   |
|                            |                                           |                            |                         |                         |
|                            | Esito: collegio confermato a Conservatore |                            |                         |                         |

## Risultati dei referendum
|             | Collegio | Lasciare UE % | Rimanere in UE % |
| ----------- | -------- | ------------- | ---------------- |
|             | Banbury  | 50,5%         | 49,5%            |
| Inghilterra | 53,3%    | 46,7%         |                  |
| Regno Unito | 51,9%    | 48,1%         |                  |